# フムディン・シャリポフ
フムディン・シャリポフ （Khomiddin Sharipov、1947年6月15日 - 2007年8月30日）は、タジキスタンの政治家。中将。元内務相。

## 経歴
クリャーブ州（現ハトロン州）ソヴィエツキー地区（現テムルマリク地区）サタルムシュ村出身。1971年、タジク国立大学法学部を卒業。大学卒業後、20年間、タジキスタンの司法機関に勤務。
1995年から憲法裁判所所長。1996年、大統領府長官。1996年10月31日～2006年11月30日、内務相。
2007年4月1日、タジキスタン人民民主党から最高会議代議員に選出。同年6月6日、マジリシ・ナモヤンダゴンの合憲・立法・人権委員会委員長。
ドゥシャンベで死去。

## パーソナル
妻帯、9児を有する。